# Смотрики
Смотрики (укр. Смотрики) — село,
Смотриковский сельский совет,
Пирятинский район,
Полтавская область, Украина.
Население по переписи 2001 года составляло 953 человека.
Является административным центром Смотриковского сельского совета, в который, кроме того, входит село
Гришковка.

## Географическое положение
Село Смотрики находится на левом берегу реки Гнилая Оржица,
выше по течению на расстоянии в 2 км расположено село Лемешовка (Яготинский район),
ниже по течению примыкает село Малютинцы,
на противоположном берегу — село Тепловка.
По селу протекает пересыхающий ручей с запрудой.

## История
- 1651 — дата основания.
- Посещали Предтечиевскую в Малютинцах[2], а после 1770 Святого Духа в Тепловке[3]
- Село указано на подробной карте Российской Империи и близлежащих заграничных владений 1816 года[4]
- между 1869 и 1912 присоеденена Новоселина[5]

## Экономика
- Кооператив «Смотриковский».[источник не указан 1538 дней]
- ФХ «Свиточ».[источник не указан 1538 дней]

## Галерея

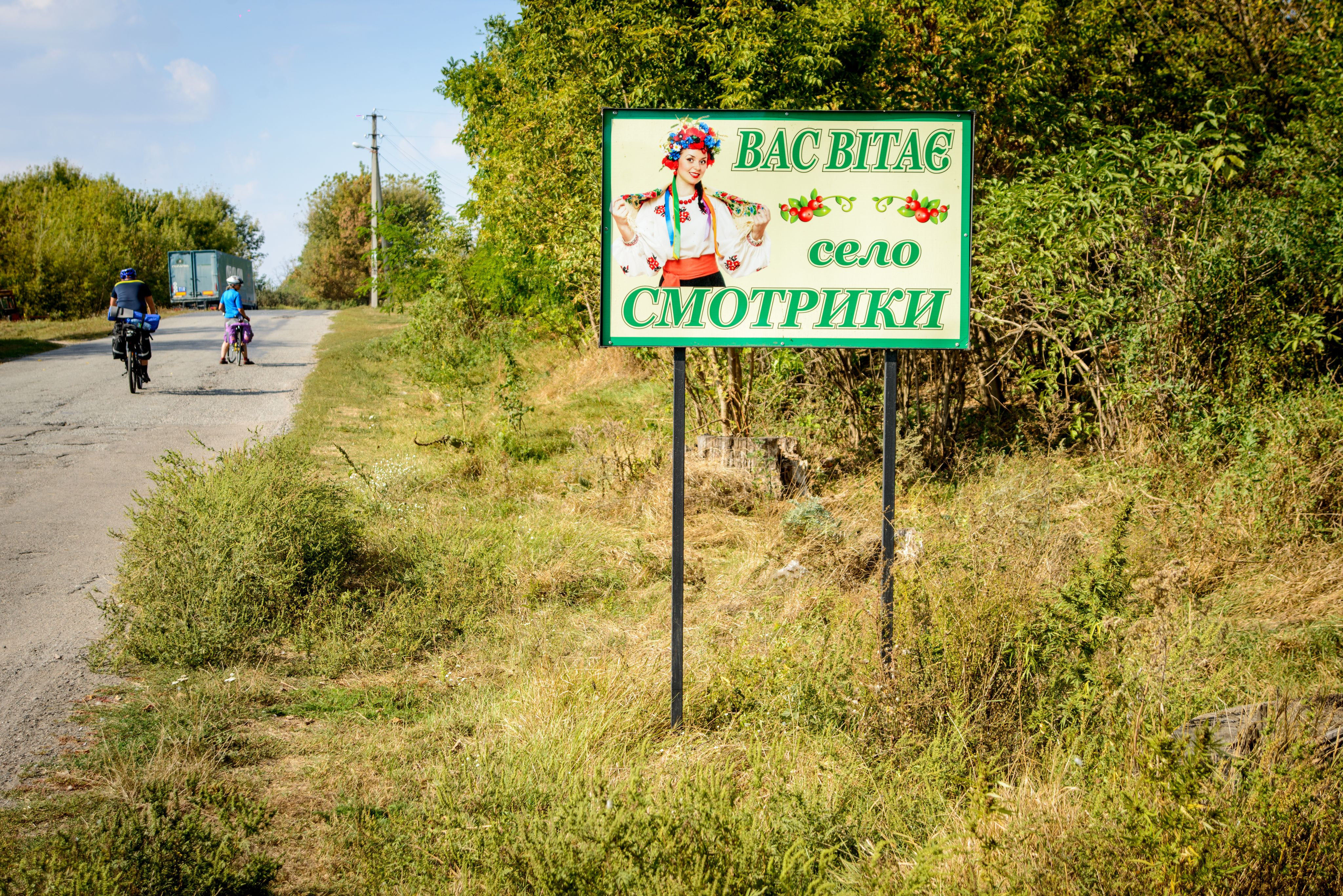
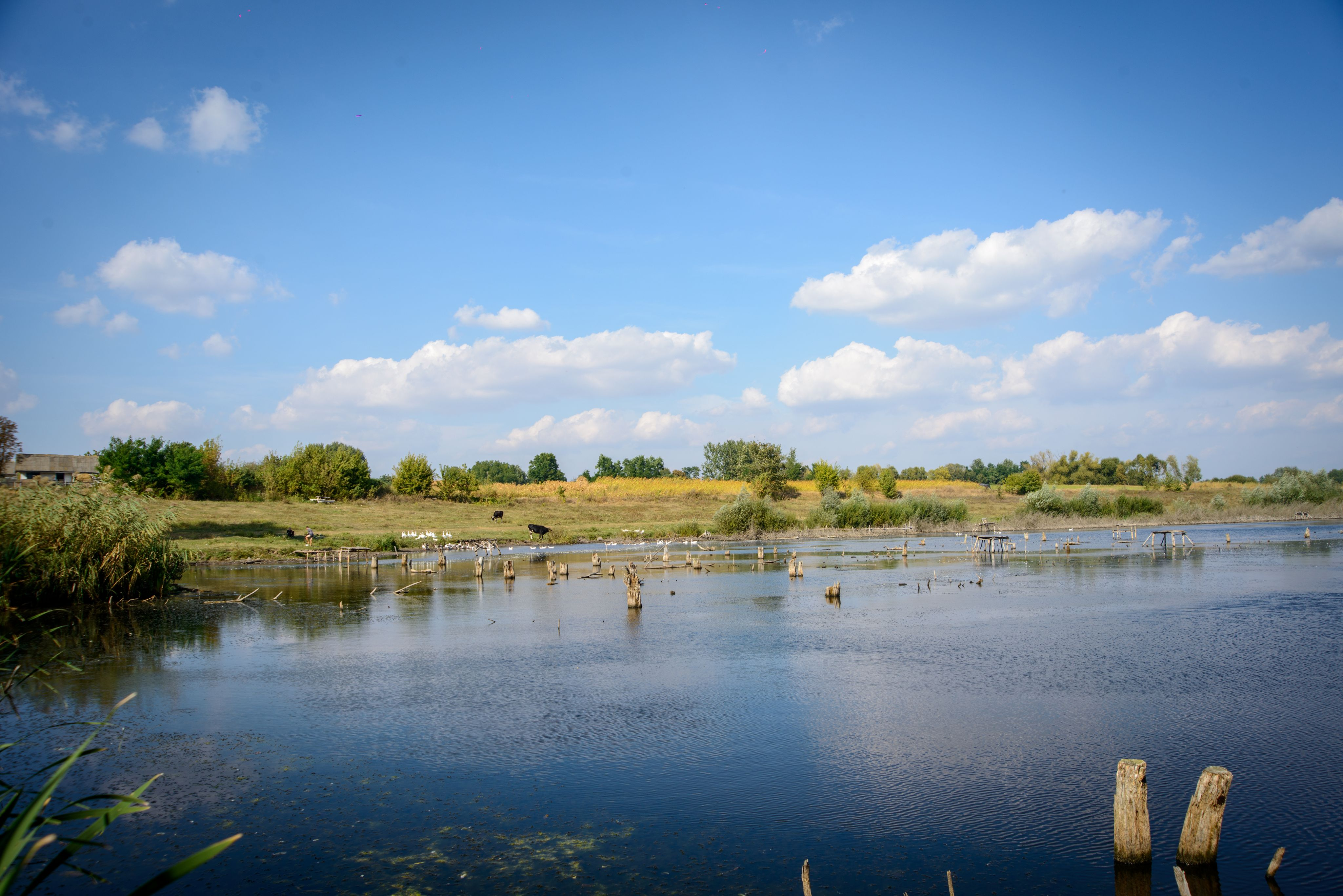
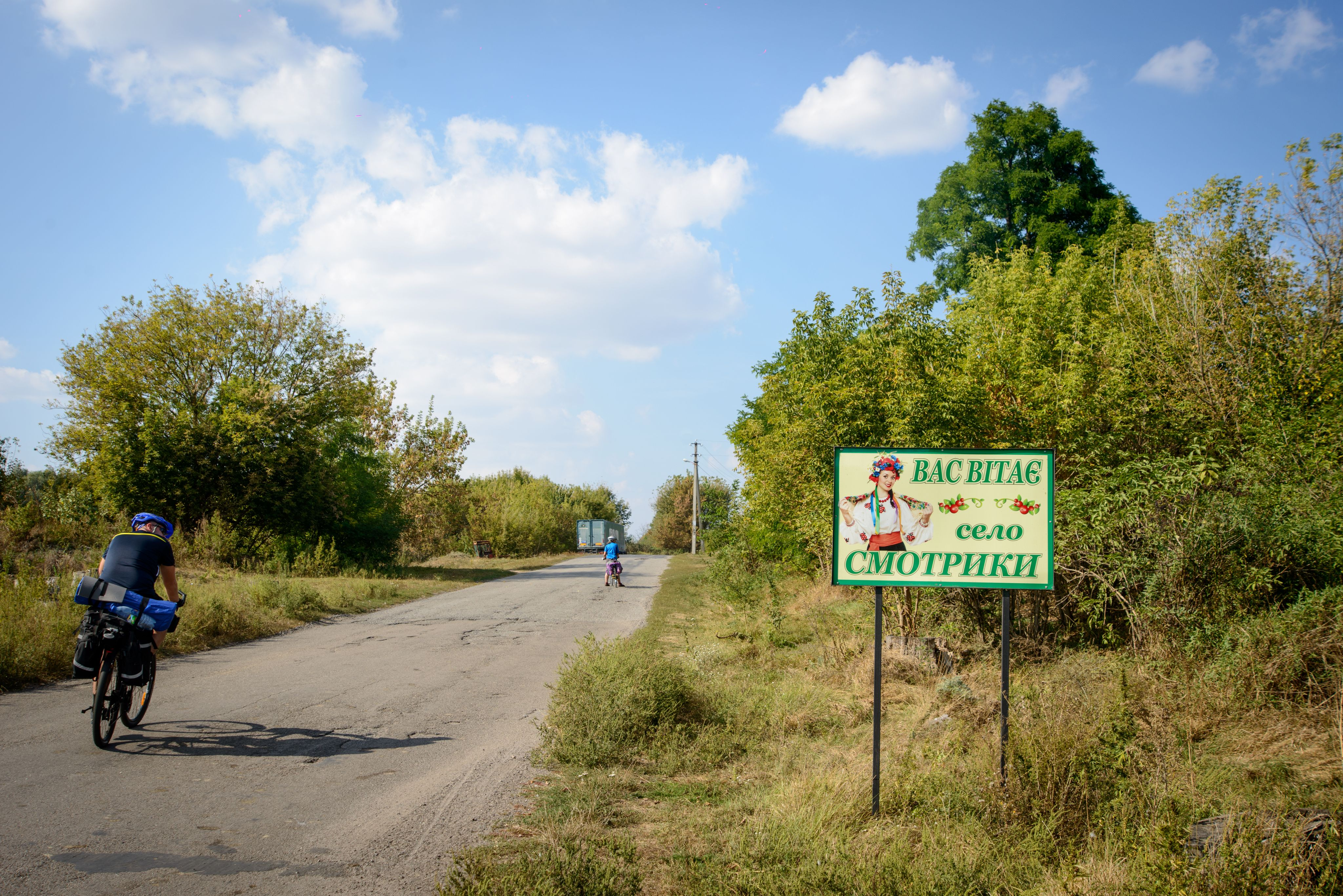
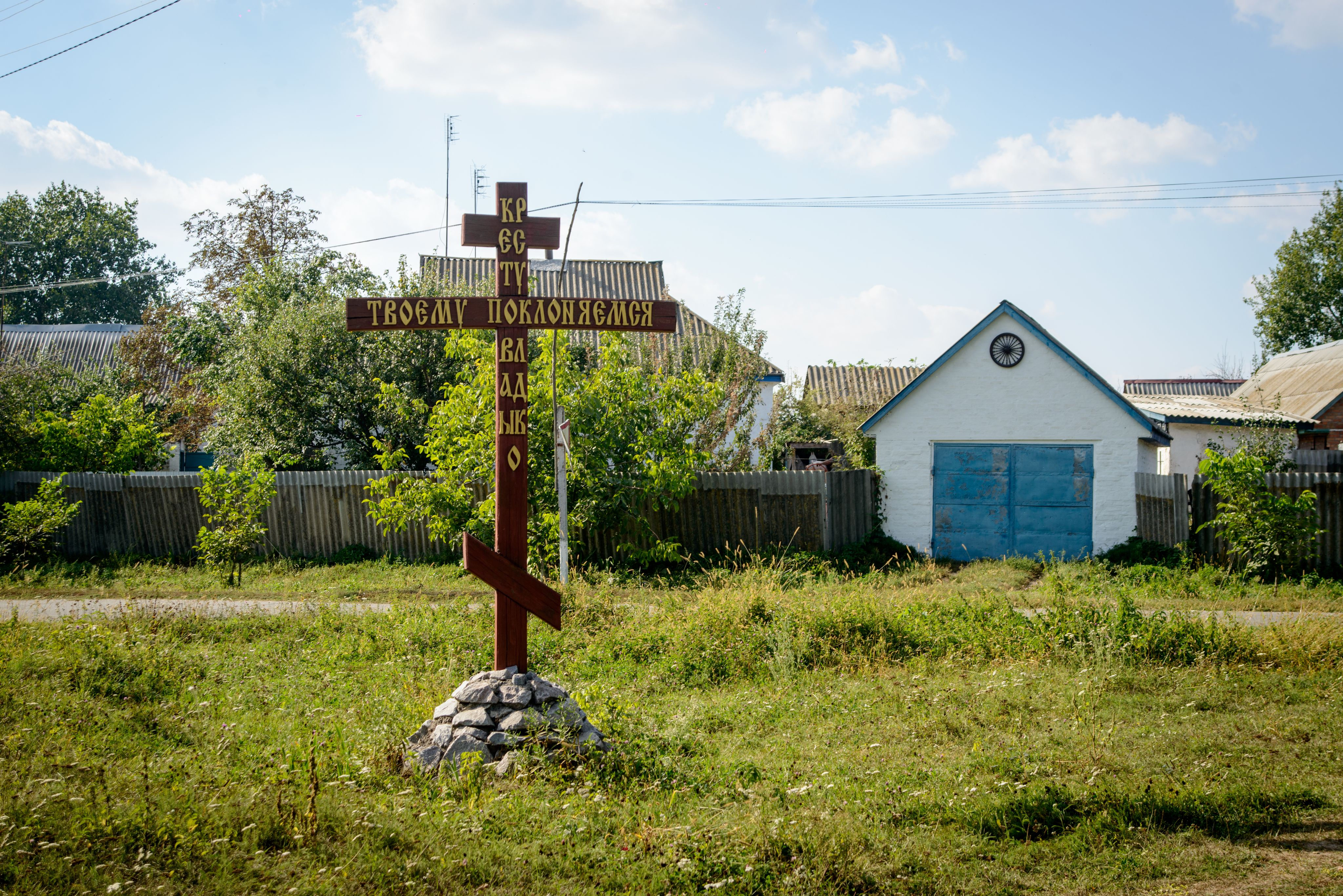
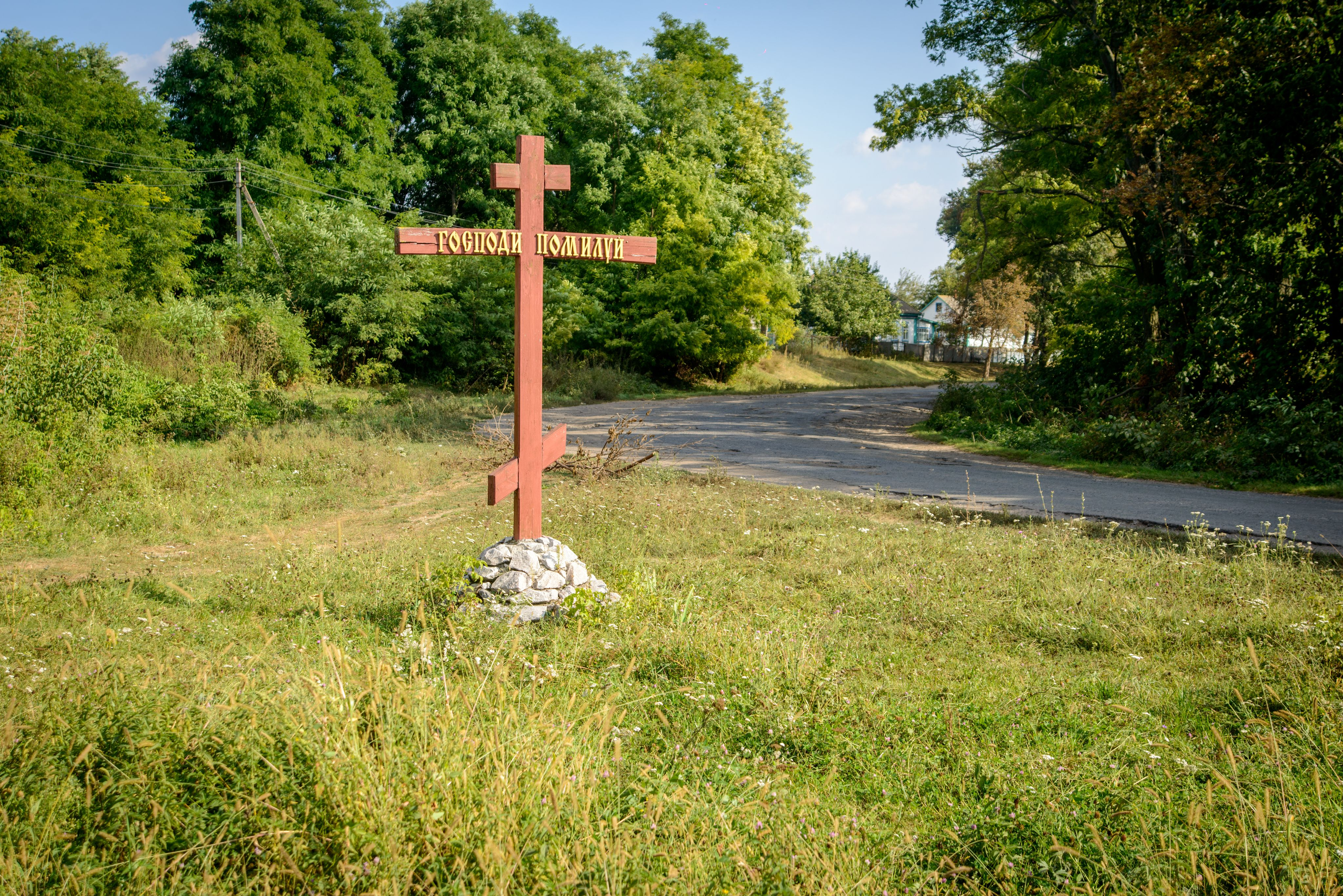
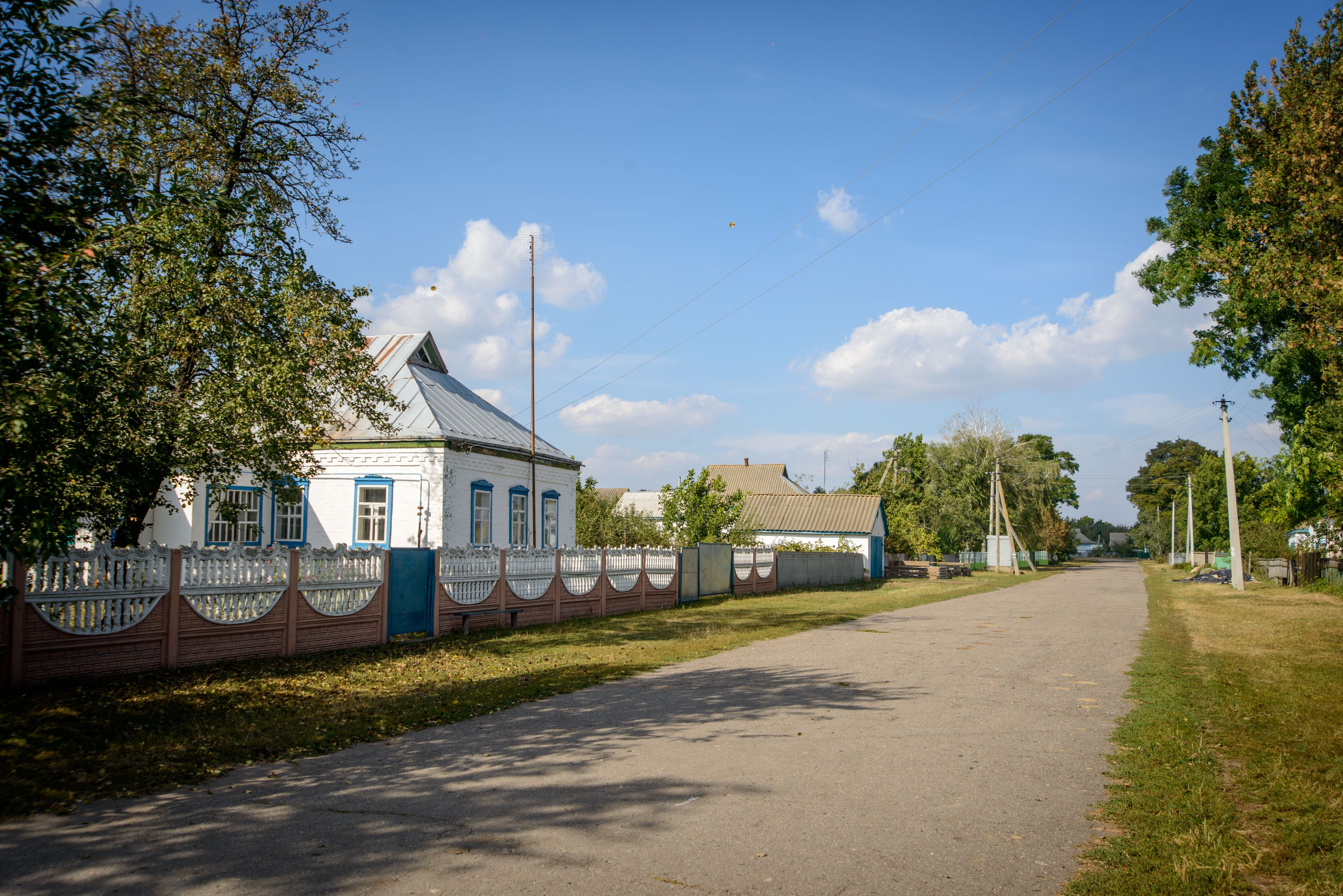
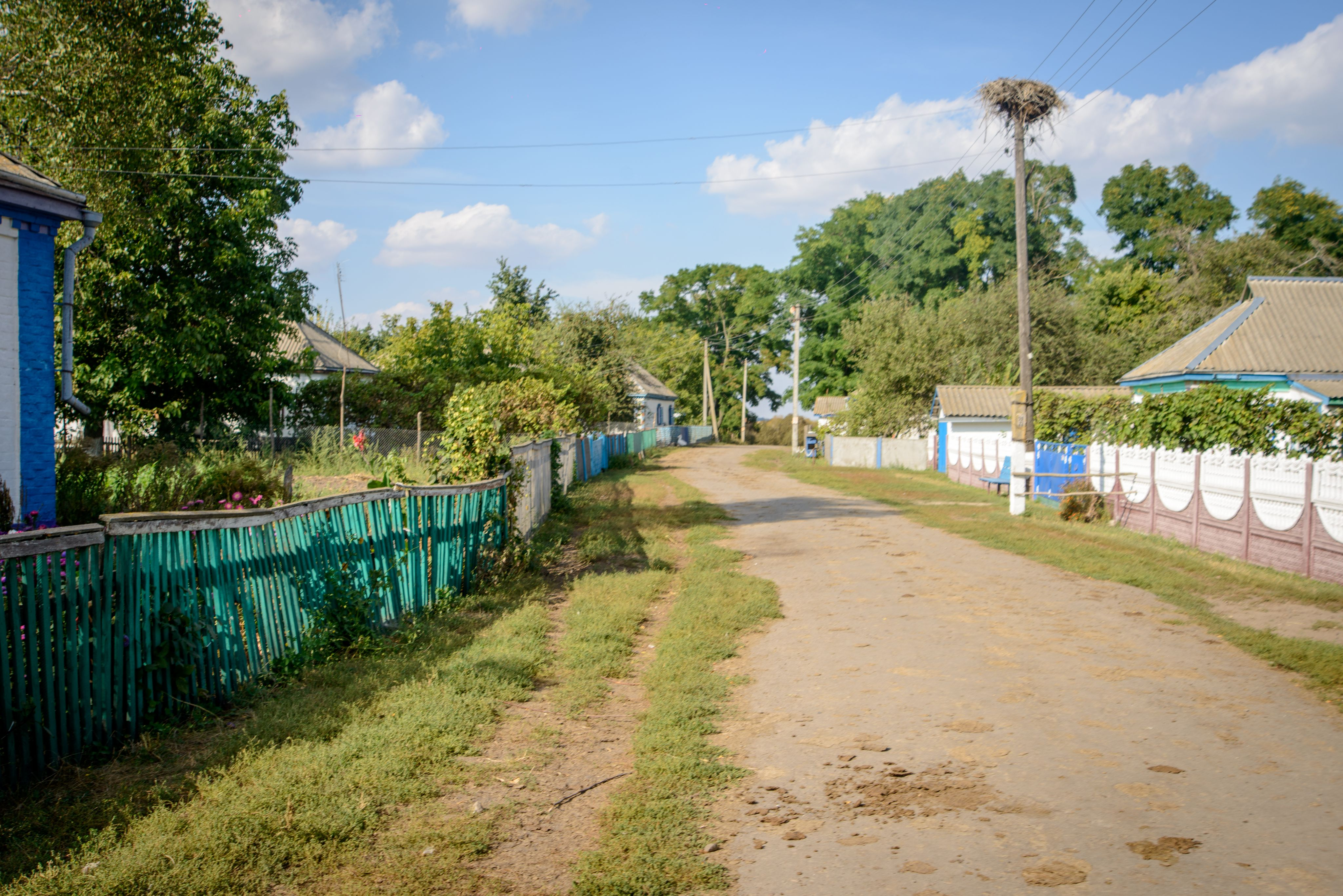
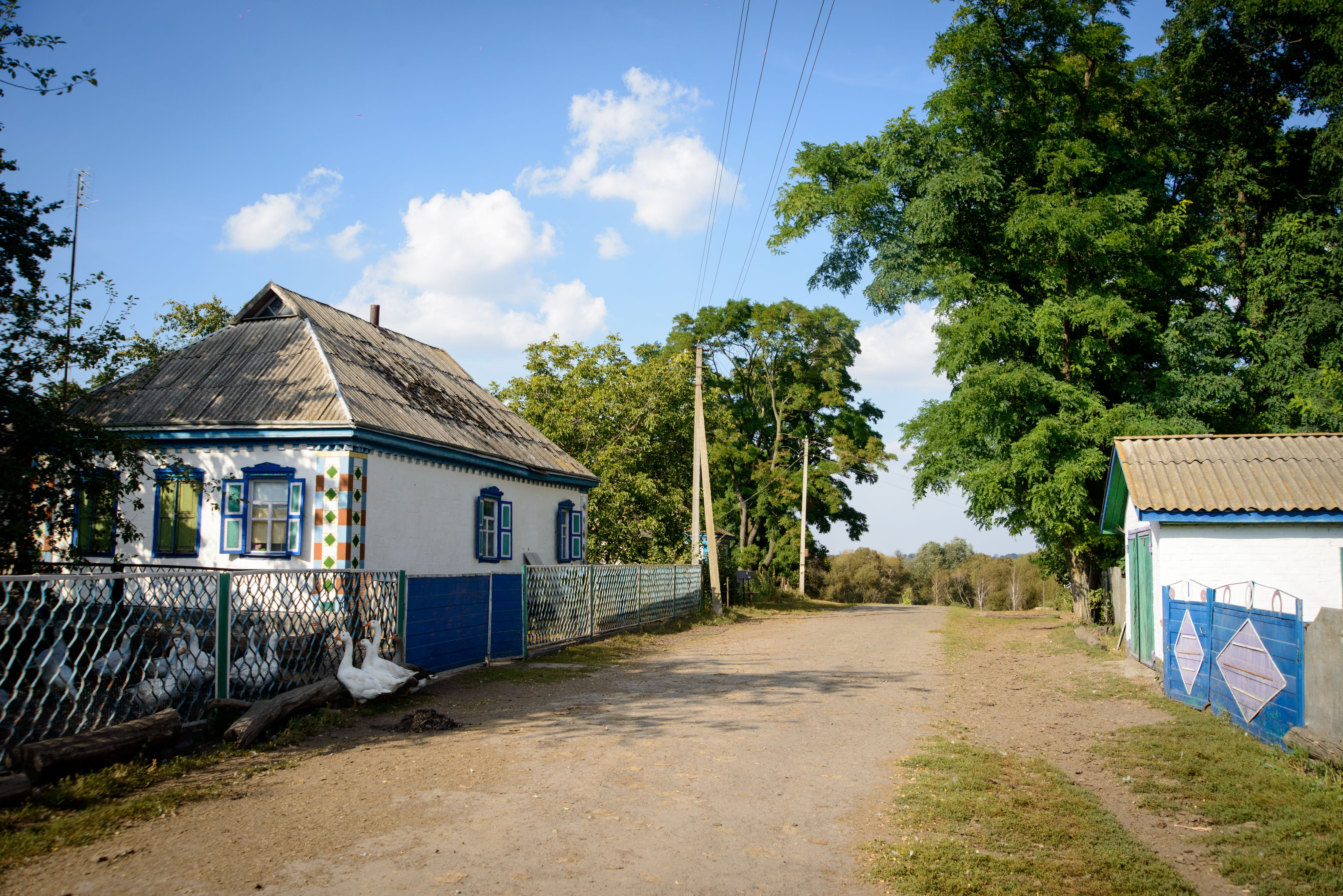

## Объекты социальной сферы
- Школа.[источник не указан 1538 дней]
- Дом культуры.[источник не указан 1538 дней]
- Спортзал[источник не указан 1538 дней]